# Бои за Инкоу
Бои за Инкоу — эпизод Ихэтуаньского восстания, имевший место в июле 1900 года на территории порта Инкоу (юг Маньчжурии) и его окрестностей. Оборона крепости Инкоу со стороны ихэтуаней и лояльных им китайских войск продолжалась в течение дня 23 июля, после чего была сломлена под натиском российских войск.

## Общая обстановка
Город-порт Инкоу — один из конечных пунктов КВЖД — располагавшийся на реке Ляохэ, был стратегически важен для России и хорошо укреплен. После вторжения российских войск в Маньчжурию он был условно разделен на две части: одна контролировалась силами коалиции, в частности, русскими и японскими подразделениями, казачьими, а также англо-немецкими волонтерскими формированиями, а другая — китайскими силами, во главе которых стоял мандарин даотай (градоначальник) Минь. Последний не испытывал сочувствия по отношению к ихэтуаням и даже грозил смертной казнью приверженцам этого движения. Отчасти благодаря либерализму этого человека в городе сохранялась спокойная обстановка.

## Предыстория

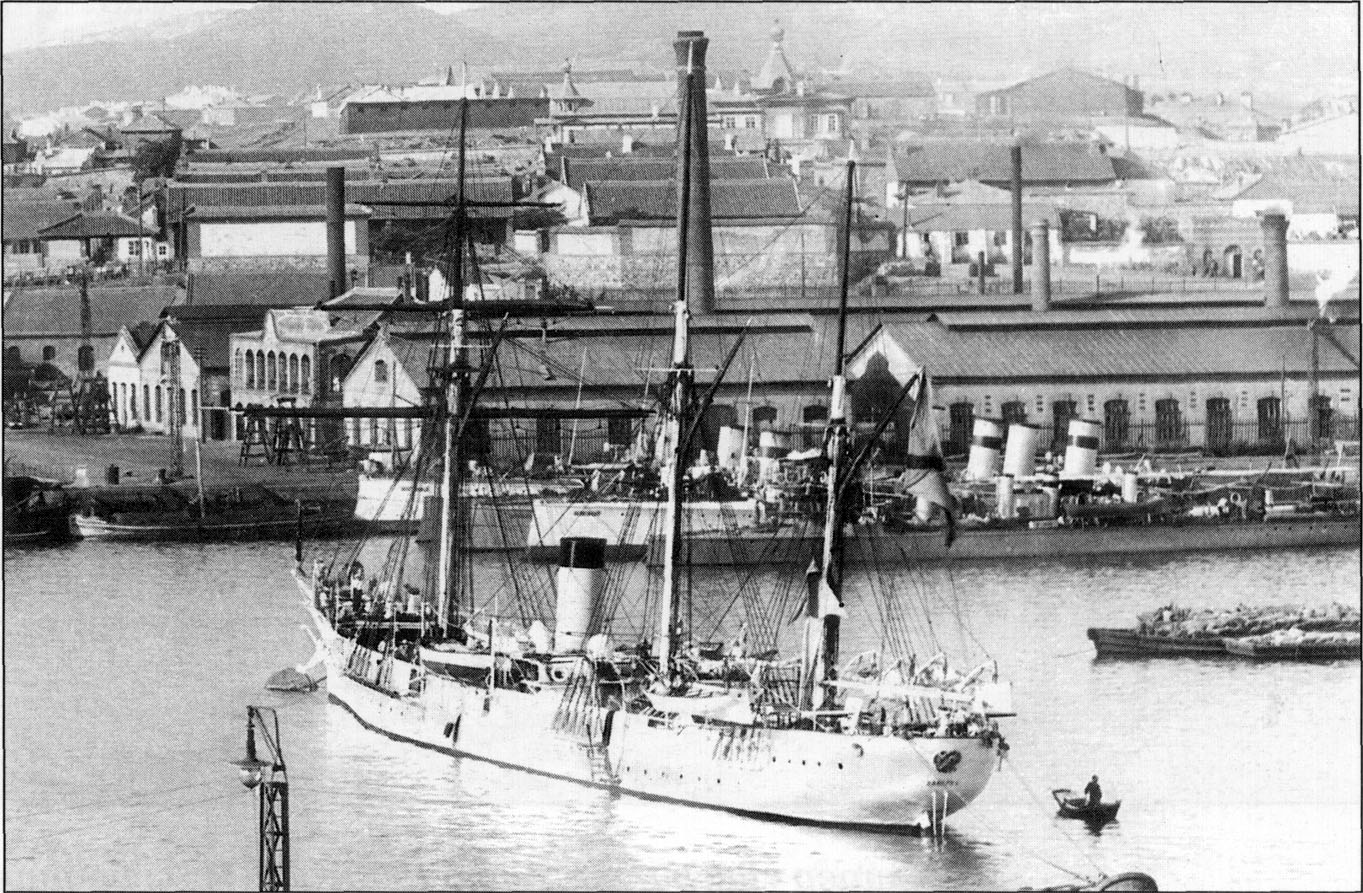
Крейсер «Забияка»

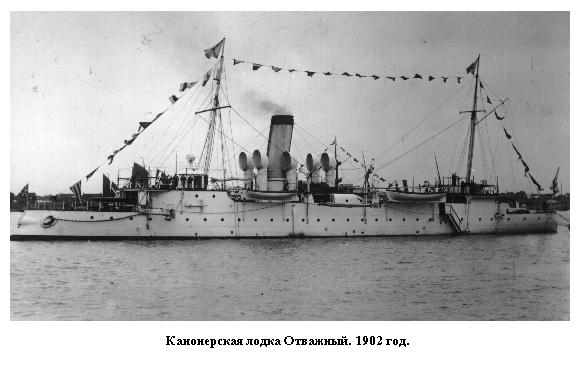
Канонерская лодка «Отважный»

10 июля к Инкоу подошел большой отряд китайской кавалерии. Даотай предупредил европейцев, что кавалеристы пройдут через городскую территорию. В ответ на это 13 июля с канонерской лодки «Отважный» был высажен десант в составе 26 матросов под командованием артиллерийского офицера лейтенанта П. М. Плена с 2,5-дюймовой пушкой Барановского. В тот же день в Инкоу прибыла канонерская лодка «Гремящий», высадившая в порту десантный отряд с пушкой, и Миноносец № 206. В общей сложности в Инкоу высадилось около 800 русских матросов при двух пушках Барановского.
13 июля командир южного участка русской Охранной стражи полковник П. И. Мищенко устроил в городе переполох, неожиданно приказав китайским солдатам и офицерам одного из фортов разоружиться. Получив отказ, Мищенко отправил войска для взятия форта штурмом. В итоге бой едва не перекинулся на город, в котором тем временем началась паника. Многие китайцы бежали, оставляя свои дома. Лишь вмешательство даотая помогло остановить панику и обострившееся в городе мародерство.
В дальнейшем со стороны китайцев последовал ряд провокаций в отношении русских. Сперва по санкции даотая на улицах города была вывешена подложная прокламация Мукденского цзянцзюня, призывавшую народ к изгнанию и истреблению иностранцев. Эту прокламацию даотай получил уже давно, но до сих пор не решался обнародовать её. Вскоре на улицах появились и другие прокламации, возвещавшие об избиении иностранцев. Голова каждого иностранца, согласно их содержанию, стоила 25 лян, но головы русских оценивались в 50 лян, то есть приблизительно 70 рублей.
С целью охраны европейского квартала в Инкоу русские огородили его баррикадой и приставили к ней часовых. Китайцы, в свою очередь, сделали то же самое. Китайский контингент в городе был увеличен до 2 тысяч.
17 июля даотай разослал консулам коалиционных держав письмо с требованием, чтобы иностранцы не предпринимали военных действий на расстоянии ближе 30 ли от городских стен. Это означало, что Россия должна была вывести из города свои войска, а из порта — военные суда. В этот же день, несмотря на ультиматум даотая, в город на канонерской лодке «Гремящий» были доставлены вспомогательные российские войска, в том числе стрелковая рота 7-го полка, предназначенные для охраны иностранцев.

## Ход событий

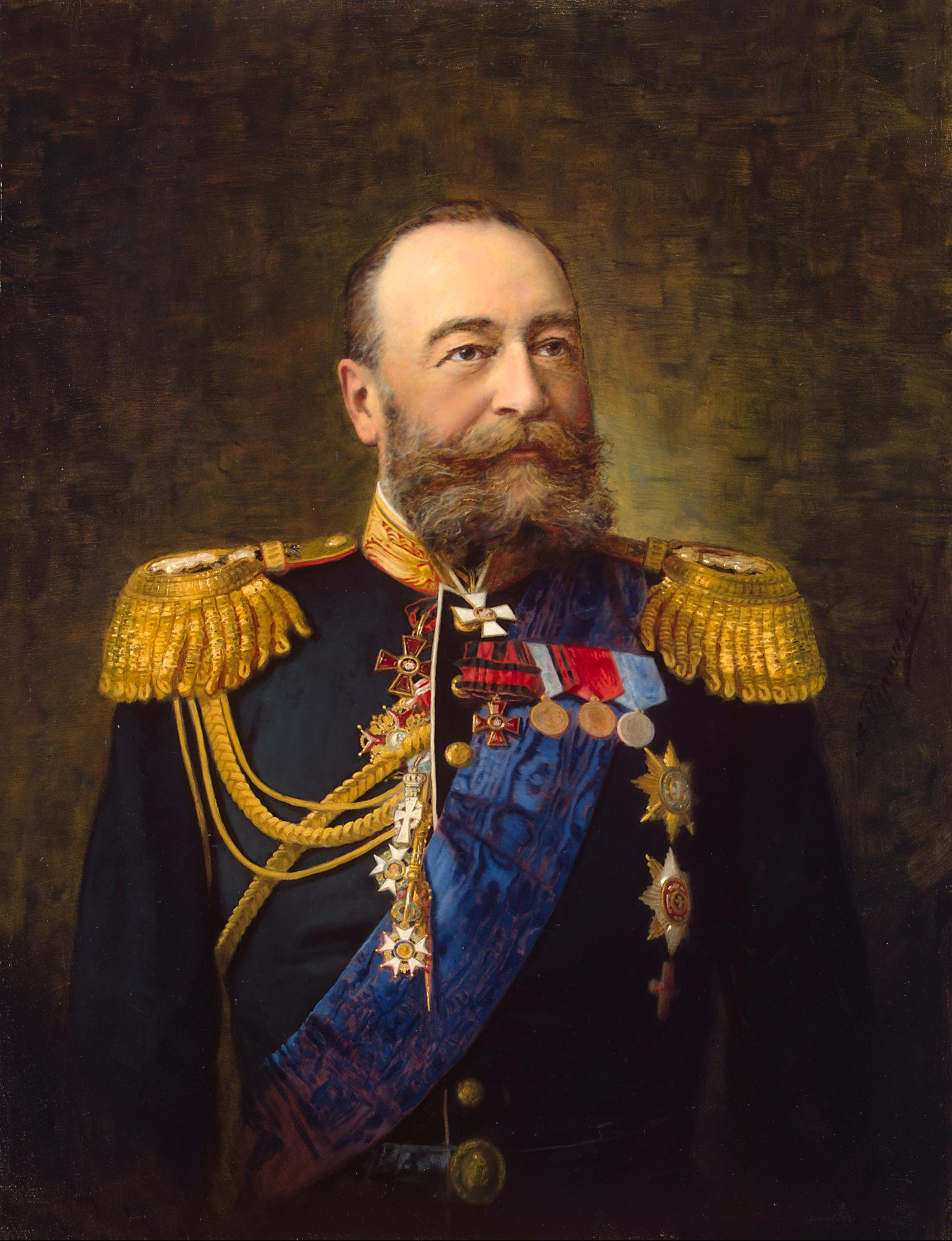
Е. И. Алексеев

Двоевластие в городе окончательно прекратилось 23 июля. Когда даотай Минь понял, что теряет контроль над ситуацией в городе, он попытался уехать из Инкоу в сопровождении личной охраны, однако офицеры китайского гарнизона решили предотвратить бегство. Горожане вновь запаниковали. Ихэтуани с группой китайских военных заперли городские ворота и приняли решение о штурме европейского квартала силами в количестве 2 тысяч человек.
В это время российские канонерские лодки, находившиеся в порту, открыли огонь: орудия «Отважного» бомбардировали город и, главным образом, городской вал и форты, с которых пытались вести обстрел китайцы, а «Гремящий» вел обстрел глинобитного форта в устье реки Ляохэ. Бомбардировка спровоцировала новую волну паники в Инкоу. Полторы тысячи солдат регулярных китайских войск, отказавшись от идеи штурма европейской части города, были обращены в бегство. Несколько десятков ихэтуаней было убито. Даотай Минь покинул город вместе с частями китайской армии. С российской стороны всего 4 человека были ранены (один из них контужен), а убитых не было вообще.
К вечеру того же дня Инкоу был окончательно взят с помощью войск из Дашицяо, отряда Охранной стражи, а также стрелков, артиллеристов и саперов, прибывших из Порт-Артура во главе с генералом С. Н. Флейшером. Кроме того, на рассвете 23 июля на крейсере 2-го ранга «Забияка» в порт прибыл вице-адмирал, глава Квантунской области Е. И. Алексеев. Над китайской морской таможней в Инкоу был поднят Андреевский флаг.